# Gonodonta fulvangula
Gonodonta fulvangula là một loài bướm đêm trong họ Noctuidae.